# 西奧多·魏森伯格
西奧多·魏森伯格（Theodor Weissenberger）是第二次世界大戰期間德國空軍的一名軍事飛行員，曾在375項戰鬥任務中擊落208架敵機，成為王牌飛行員。他的大部分勝利都在東部戰線北部地區的北冰洋附近獲得，但他也獲得了超過西部戰線的33場胜利。